# Coque en goutte d'eau

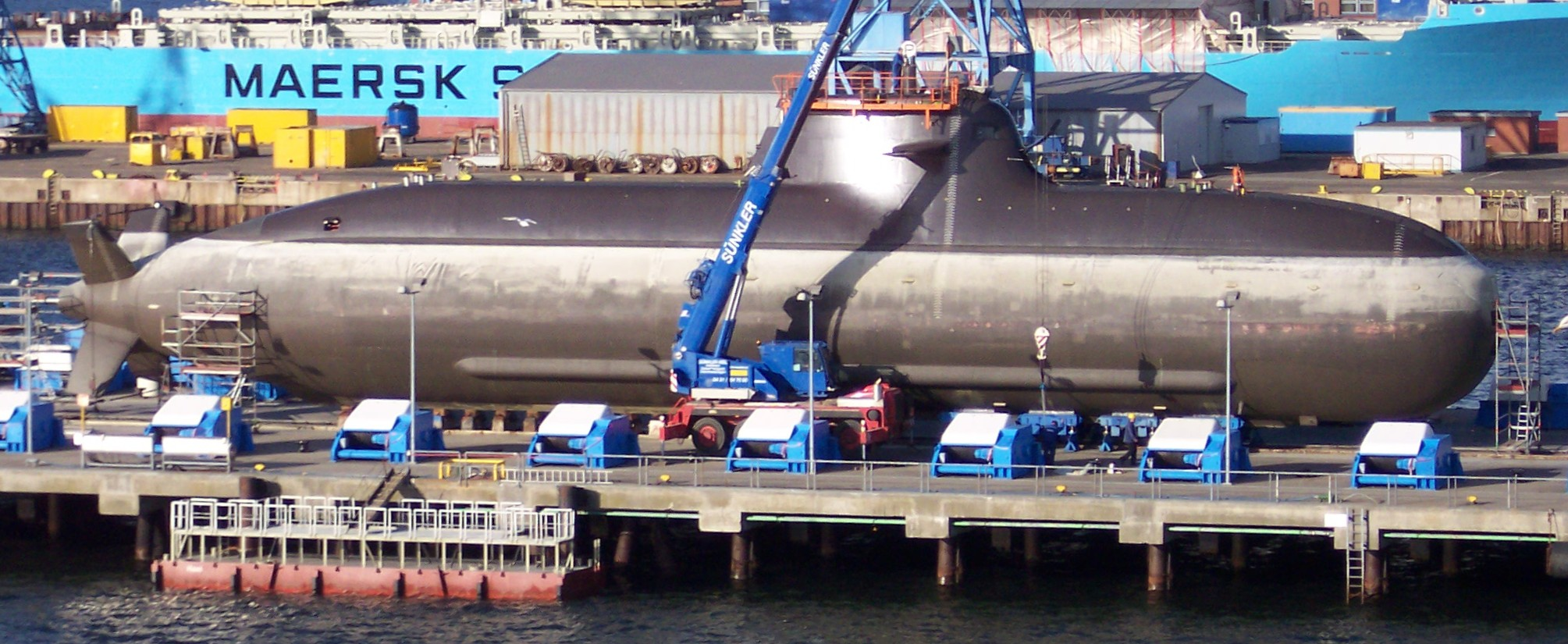
Un sous-marin de type 212 en cale-sèche avec une coque en goutte d'eau.

Une coque en goutte d'eau (en anglais : teardrop hull), ou coque albacore (d'après l'expérimental USS Albacore), est un type de coque de sous-marin (en) qui améliore les performances lorsque le sous-marin est immergé par rapport à lorsqu'il est en surface.

## Histoire
Couramment utilisé dans les premiers stades du développement des sous-marins, il est progressivement abandonné au début du XXe siècle au profit de conceptions optimisées pour des performances élevées en surface à la suite de changements dans la doctrine opérationnelle. Encore peu utilisé jusqu'à la fin de la Seconde Guerre mondiale, malgré un nouveau changement de doctrine navale et l'amélioration des techniques de lutte anti-sous-marine, il est depuis utilisé sous diverses formes sur pratiquement tous les grands navires militaires sous-marins actuels.